# Iglesia de San Columbano (Warcop)
La iglesia de San Columbano está en el pueblo de Warcop, Cumbria, Inglaterra. Es una activa iglesia parroquial anglicana en el decanato de Appleby, archidiaconato de Carlisle y diócesis de Carlisle. Su beneficio está unido con el de San Michael, Brough, San Esteban, Stainmore y San Teobaldo, Musgrave. La iglesia está registrada en la Lista del Patrimonio Nacional de Inglaterra como un edificio designado de grado I. El día de San Pedro, el 29 de junio, cada año, la iglesia celebra una ceremonia de inauguración.

## Historia
La iglesia se encuentra en el sitio de un antiguo campamento romano, y en la era medieval era propiedad de la abadía de Shap. Data del siglo XII, con alteraciones y adiciones posteriores. El presbiterio fue reconstruido en 1854-1855 por J.S. Crowther. El campanario en el hastial oeste ha sido reconstruido más de una vez. En la década de 1680 era un triple campanario; ahora es doble, y fue reconstruido por última vez en 2006.

## Arquitectura

### Exterior
San Columbano está construida en piedra arenisca roja con un techo de pizarra y tiene una planta cruciforme. La planta consiste de una nave, un pasillo sur, un porche sur, transeptos norte y sur, y un presbiterio. El muro norte de la nave es normando. En el extremo oeste de la iglesia hay un campanario en forma de torreta, y adyacente a la puerta sur hay un "gran contrafuerte de emergencia". El transepto norte está en estilo inglés temprano. Las ventanas en la nave y el pasillo son de estilo perpendicular, y el presbiterio del siglo XIX es de estilo inglés temprano, con tres ventanas de lancetas ampliamente espaciadas en el extremo este. Los contrafuertes alrededor del presbiterio son de planta semi-octogonal y tienen tapas cuadradas. 

### Interior
Dentro de la iglesia hay una arcada sur perpendicular de dos bahías. El arco del presbiterio y ambos arcos del transepto datan del siglo XIII, y el techo de la nave del siglo XV. Hay una piscina en cada transepto porque en el pasado fueron usadas por diferentes pueblos. Los bancos son todos de caja, están todos numerados y uno está fechado en 1716. La mayoría de las vidrieras en las ventanas del presbiterio son de William Wailes. El crucero sur contiene dos ventanas que datan de las décadas de 1860 y 1870, de Heaton, Butler y Bayne. En la pared norte de la nave hay una ventana de Shrigley y Hunt con fecha de 1893, y en el pasillo sur hay una ventana de 1898 de Ninian Comper. En diferentes posiciones dentro de la iglesia hay ocho tapas de ataúd talladas con cruces foliadas. El transepto sur contiene una efigie desgastada que data de 1788. El órgano de un solo tubo manual fue construido para una capilla metodista en Consett, condado de Durham, por Harrison y Harrison, y fue trasladado aquí e instalado en 1992.

## Características externas
En el cementerio al sur de la iglesia se encuentran los restos de una cruz, que posiblemente data de la época medieval. Consiste en el muñón de un eje de cruz colocado en un zócalo cuadrado, y está catalogado en el grado II. También fuera de la iglesia hay una puerta medieval que fue rescatada de Burton Hall cuando fue demolida en 1957.